# Анастасьевское сельское поселение (Хабаровский край)
Анаста́сьевское се́льское поселе́ние — муниципальное образование в Хабаровском районе Хабаровского края Российской Федерации. Образовано в 2004 году. 
Административный центр — село Анастасьевка.

## Население
| 2010  | 2011  | 2012  | 2013  | 2014  | 2015  | 2016  |
| ----- | ----- | ----- | ----- | ----- | ----- | ----- |
| 5561  | ↗5580 | ↗5675 | ↘5606 | ↗5674 | ↗5772 | ↗5833 |
| 2017  | 2018  | 2019  | 2020  | 2021  | 2024  | 2025  |
| ↘5824 | ↘5780 | ↗5796 | ↘5665 | ↘4210 | ↘4093 | ↘4071 |

## Населённые пункты
В состав поселения входят 3 населённых пункта:
| № | Населённый пункт | Тип  | Население |
| - | ---------------- | ---- | --------- |
| 1 | Анастасьевка     | село | ↘1723     |
| 2 | Краснознаменка   | село | ↗57       |
| 3 | Таёжное          | село | ↘2430     |